# Palais Schlick

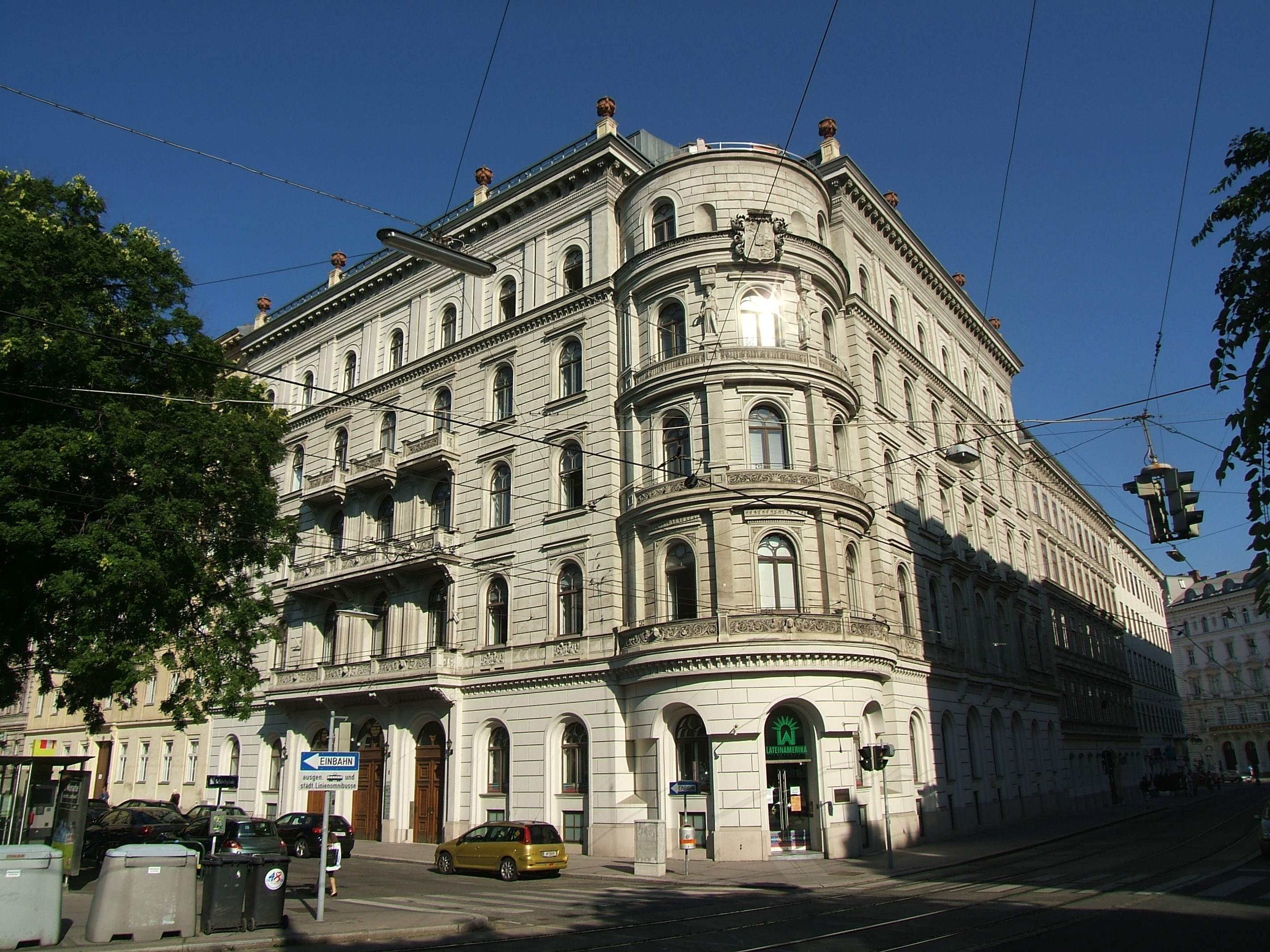
Palais Schlick

Das Palais Schlick befindet sich im 9. Wiener Gemeindebezirk Alsergrund an der Ecke Türkenstraße 25 und Schlickgasse 1. Das Palais steht unter Denkmalschutz (Listeneintrag).

## Geschichte
Das Mietspalais wurde 1856–58 vom Architekten Carl Tietz für Franz Heinrich Reichsgraf von Schlik auf dem Stadterweiterungsgebiet Neu-Wien errichtet. Ausgeführt wurde der Bau durch den Stadtbaumeister Anton Grünn.
Von 1270 bis 1788 stand an dieser Stelle der Rabenstein, das „Wiener Hochgericht“. Die Hinrichtungsstätte bestand aus einer runden Ziegelbauterrasse, auf der die Verurteilten gerichtet wurden.

## Beschreibung
Das fünfgeschoßige Eckhaus, im Stil des Frühhistorismus errichtet, weist mit dem runden Eckturm eine architektonische Besonderheit auf. Der Turm war ursprünglich ein Geschoß niedriger und schloss mit dem Kordongesims mit Zahnschnittfries der beiden Fassaden ab. Das oberste Stockwerk wurde erst 1872 auf den Turm aufgesetzt und etwas niedriger ausgeführt, um den ursprünglichen Eindruck der erhöhten Seitenfronten des Baus beizubehalten. Der Turm besitzt durch die umlaufenden Balkone eine stärkere horizontale Gliederung als die Seitenfassaden. Zwischen den Fenstern der Stockwerke des Eckturms stehen Pilaster, die im vierten Geschoß durch Karyatiden ersetzt sind. Über einem gequaderten Sockelgeschoß mit Gurtgesims mit Zahnschnittdekor erhebt sich die genutete Fassade. Additive Rundbogenfenster mit einfacher gerader Fensterverdachung werden nur im Attikageschoß durch Pilaster gerahmt. Das Zentrum der Fassade in der Türkenstraße ist durch dreiachsige Rundportale betont. Die drei Fensterachsen der beiden darüber liegenden Geschoße sind durch durchgehende Balkone und das vierte Geschoß durch drei Einzelbalkone hervorgehoben. 